# Nocny strażnik
Nocny strażnik (duń. Nattevaegten) – duński thriller z 1994 roku w reżyserii Ole Bornedala, będący jego pełnometrażowym debiutem.
Zdjęcia kręcono w Kopenhadze.

## Fabuła
Martin Bork (Nikolaj Coster-Waldau) - student prawa, pracuje jako nocny stróż w kostnicy. Jest świadkiem przywożenia ofiar seryjnego mordercy. Śledczy Wörmer, który prowadzi w tej sprawie energiczne dochodzenie, zauważa, że w kostnicy dzieją się dziwne rzeczy. Podejrzenia padają na Martina.

## Obsada
- Nikolaj Coster-Waldau jako Martin Bork
- Kim Bodnia jako Jens
- Rikke Louise Andersson jako Joyce
- Ulf Pilgaardv jako inspektor Wörmer
- Sofie Gråbøl jako Kalinka
- Stig Hoffmeyer jako Rolf
- Ulrich Thomsen jako bandzior